# Nastri d'argento 1979
La 34ª edizione dei Nastri d'argento si è tenuta nel 1979.

## Vincitori

### Regista del miglior film
- Ermanno Olmi - L'albero degli zoccoli

### Migliore regista esordiente
- Salvatore Nocita - Ligabue

### Miglior produttore
- Rai - per il complesso della produzione

### Miglior soggetto originale
- Ermanno Olmi - L'albero degli zoccoli

### Migliore sceneggiatura
- Ermanno Olmi - L'albero degli zoccoli

### Migliore attrice protagonista
- Mariangela Melato - Dimenticare Venezia

### Migliore attore protagonista
- Flavio Bucci - Ligabue

### Migliore attrice non protagonista
- Lea Massari - Cristo si è fermato a Eboli

### Migliore attore non protagonista
- Vittorio Mezzogiorno - Il giocattolo

### Migliore musica
- Nino Rota (in memoria) - Prova d'orchestra

### Migliore fotografia
- Ermanno Olmi - L'albero degli zoccoli

### Migliore scenografia
- Luigi Scaccianoce - Dimenticare Venezia

### Migliori costumi
- Francesca Zucchelli - L'albero degli zoccoli

### Regista del miglior film straniero
- Ingmar Bergman - Sinfonia d'autunno (Höstsonaten)

### Regista del miglior cortometraggio
- Max Massimino Garnier e Pavao Stalter - Spirito benigno